# Nagyberki
Nagyberki es un pueblo ubicado en el distrito de Kaposvár, en el condado de Somogy, Hungría.

## Superficie
Posee una superficie de 21,74 kilómetros cuadrados.

## Demografía
Hasta 2019 la población era de 1441 habitantes, con una densidad de población de 66,28 habitantes por kilómetro cuadrado.